# Peter Gabriel
Peter Brian Gabriel (sinh ngày 13 tháng 2 năm 1950) là một ca sĩ, nhạc sĩ, nhà sản xuất thu âm và người làm từ thiện nhân đạo người Anh. Ông nổi tiếng với tư cách là ca sĩ chính  và nhạc công chơi sáo của ban nhạc progressive rock Genesis. Sau khi rời Genesis năm 1975, Gabriel đã khởi đầu một sự nghiệp solo thành công với "Solsbury Hill" là single đầu tiên. Album năm 1986, So, là bản phát hành bán chạy nhất của ông và được chứng nhận ba bạch kim ở Anh và năm lần bạch kim ở Hoa Kỳ. Đĩa đơn thành công nhất của album, "Sledgehammer", thắng kỷ lục 9 giải MTV tại lễ trao giải MTV Video Music 1987.
Gabriel là siêu sao nhạc world music trong phần lớn sự nghiệp của mình. Ông đồng sáng lập Liên hoan WOMAD năm 1982, và tiếp tục tập trung vào sản xuất và quảng bá âm nhạc thế giới thông qua hãng thu âm Real World Records của mình. Ông cũng đã đi tiên phong trong phương pháp phân phối kỹ thuật số cho âm nhạc, đồng sáng lập OD2, một trong những dịch vụ tải nhạc trực tuyến đầu tiên. Gabriel cũng đã tham gia vào nhiều nỗ lực nhân đạo. Năm 1980, ông phát hành single chống phân biệt chủng tộc "Biko". Ông đã tham gia một số buổi hòa nhạc vì lợi ích nhân quyền, bao gồm tour Human Rights Now! của Ân xá Quốc tế năm 1988, và đồng sáng lập tổ chức Nhân quyền Nhân chứng vào năm 1992. Gabriel đã phát triển The Elders cùng với Richard Branson, và tổ chức này được Nelson Mandela khai trương năm 2007.
Gabriel đã thắng ba giải Brit—nam diễn viên người Anh hay nhất năm 1987, sáu giải Grammy, 13 giải video âm nhạc MTV, Giải thưởng Người tiên phong đầu tiên tại Giải thưởng âm nhạc kỹ thuật số BT, thành tựu trọn đời của tạp chí Q, giải Ivor Novello Thành tựu trọn đời, và giải Âm nhạc Polar. Gabriel đã được coi là một biểu tượng BMI tại Giải thưởng BMI London hàng năm lần thứ 57 vì "ảnh hưởng của ông đối với các thế hệ các nhà sản xuất âm nhạc".
Để ghi nhận nhiều năm hoạt động nhân quyền, ông đã nhận giải Người của hòa bình từ các ứng cử viên giải Nobel Hòa bình, và tạp chí Time đưa ông vào danh sách 100 người có ảnh hưởng nhất trên thế giới. AllMusic đã mô tả Gabriel là "một trong những nhạc sĩ đầy tham vọng và sáng tạo nhất của thế giới rock, và cũng là một trong những nhạc sĩ chính trị nhất". Ông được ghi danh vào Đại sảnh Danh vọng Rock and Roll với tư cách là một thành viên của Genesis trong năm 2010, sau đó là với tư cách một nghệ sĩ solo năm 2014. Vào tháng 3 năm 2015, ông được trao bằng tiến sĩ danh dự của Đại học Nam Úc để công nhận những thành tựu của ông trong âm nhạc.

## Thời thơ ấu
Peter Brian Gabriel sinh ngày 13 tháng 2 năm 1950 tại Chobham, Surrey. Cha của ông, Ralph Parton Gabriel (1912–2012), là một kỹ sư kỹ thuật điện, và mẹ của ông, Edith Irene (nhũ danh Allen), xuất thân từ một gia đình âm nhạc, đã dạy ông chơi piano ngay từ khi còn nhỏ. Cụ của ông, Ngài Thomas Gabriel, Tòng Nam tước thứ nhất, từng là Thị trưởng của London từ 1866 đến 1877. Gabriel đã tham dự Cable House, một trường tiểu học tư thục ở Woking; Trường St Andrews Prep ở Horsell; và trường Charterhouse ở Godalming từ năm 1963. Ông chơi trống trong ban nhạc rock đầu tiên của mình, và Mike Rutherford nhận xét năm 1985 rằng "Tôi nghĩ Pete đã và vẫn là một tay trống đáng thất vọng".

## Genesis
Gabriel thành lập Genesis năm 1967 với các học sinh trường Charterhouse Tony Banks, Anthony Phillips, Mike Rutherford, và tay trống Chris Stewart. Tên của ban nhạc được các cựu sinh viên của Charterhouse, nhạc pop impresario Jonathan King, người sản xuất album đầu tiên của họ, From Genesis to Revelation, đề xuất.
Gabriel đã từng bị ảnh hưởng bởi nhiều nguồn khác nhau trong cách hát của mình, chẳng hạn như ca sĩ hát chính Roger Chapman của ban nhạc Family và ca sĩ sân khấu Arthur Brown. Năm 1970, anh chơi sáo trong album của Cat Stevens, Mona Bone Jakon.
Genesis đã thu hút sự chú ý ở Anh và cuối cùng cũng ở Ý, Bỉ, Đức và các nước châu Âu khác, phần lớn là do sự hiện diện đầy màu sắc của Gabriel, liên quan đến nhiều thay đổi trang phục kỳ quái và hài hước. với tài kể những câu chuyện trong tưởng tượng chỉ để câu giờ giữa các bài hát để phần còn lại của ban nhạc điều chỉnh nhạc cụ và sửa các lỗi kỹ thuật). Các buổi hòa nhạc được sử dụng rộng rãi của ánh sáng màu đen với ánh sáng sân khấu bình thường dịu hoặc tắt. Một tấm vải trắng huỳnh quang làm nền và một sân khấu khá thưa thớt làm cho ban nhạc thành một loạt bóng sáng, với trang phục huỳnh quang của Gabriel và make-up trở thành nguồn ánh sáng duy nhất.

### Trang phục

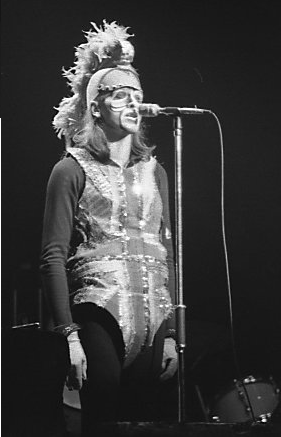
Gabriel với vai "Britannia", hoặc "The Moonlit Knight", 1974

Các buổi hòa nhạc của Genesis đầu tiên đã bị cản trở bởi một hệ thống PA xấu khiến khán giả khó hiểu những gì Gabriel đang hát. Theo Mike Rutherford, điều này đã thúc đẩy Gabriel tìm ra những cách khác để gây ấn tượng về nhân cách của mình đối với khán giả, dẫn đến màn trình diễn của anh trong nhiều bộ trang phục khác nhau.
Trong một tập phim của bộ phim tài liệu Anh năm 2007 Seven Ages of Rock, Steve Hackett nhớ lại sự xuất hiện đầu tiên của Gabriel "trong trang phục". Đó là một hình ảnh sinh vật đầu cáo đã trở thành bất tử trên trang bìa của Foxtrot. Hackett và phần còn lại của ban nhạc không hề có ý nghĩ rằng Gabriel sẽ làm điều này, và vào thời điểm đó, Hackett lo lắng rằng nó sẽ làm hỏng buổi biểu diễn. Buổi biểu diễn lần đó là một thành công, khuyến khích Gabriel tiếp tục mặc quần áo sân khấu trong khi hát.
Trong số rất nhiều trang phục nổi tiếng của Gabriel, ông đã phát triển để hình tượng hóa những ý tưởng âm nhạc của ban nhạc cũng như để đạt được sự ủng hộ của báo chí, là "Batwings" cho số mở đầu bình thường của ban nhạc, "Watcher of the Skies". Các trang phục khác bao gồm "The Flower" và "Magog", cả hai đều được thay cho "Supper's Ready" từ album Foxtrot. "Britannia" dành cho "Dancing with the Moonlit Knight", và "The Reverend" cho "The Battle of Epping Forest" (cả hai bài đều từ album Selling England by the Pound). "The Old Man" dành cho "The Musical Box" của album Nursery Cryme. "The Slipperman" và "Rael" dùng hco "The Colony of Slippermen", trong đó "Rael" là nhân vật chính của album The Lamb Lies Down on Broadway.

### Rời nhóm
Sự ra đi của Gabriel bắt đầu từ ngày 15 tháng 8 năm 1975, làm choáng váng người hâm mộ của Genesis và khiến nhiều nhà bình luận tự hỏi liệu ban nhạc có thể tồn tại hay không, là kết quả của nhiều yếu tố. Tầm vóc của anh với tư cách ca sĩ chính của ban nhạc và sự chú ý được thu hút bởi tính cách sân khấu hào nhoáng của anh dẫn đến những căng thẳng trong ban nhạc. Genesis luôn hoạt động như một tập thể, và hình ảnh công chúng đang phát triển của Gabriel dẫn đến những lo ngại trong nhóm rằng anh được coi là trung tâm sáng tạo của nhóm. Ban nhạc cũng bắt đầu cảm thấy bị giới hạn bởi danh tiếng (và sự mong đợi của người hâm mộ) gắn liền với những màn trình diễn nổi tiếng của họ, tin rằng yếu tố hình ảnh của buổi biểu diễn của họ đã nhận được nhiều sự chú ý hơn là chất lượng âm nhạc.